# Catedral de Santo Tomás (Irinjalakuda)
La Catedral de Santo Tomás o simplemente Catedral de Irinjalakuda es la catedral católica de la eparquía de Irinjalakuda en la India consiguió su estatus actual bajo la nomenclatura y la condición canónica de catedral en la estela del origen de la nueva eparquía. Esto se llevó a cabo por la amalgamación de las dos parroquias independientes e importantes de la localidad, a saber, la iglesia de San Jorge Forane y la iglesia de Santa María, que se situaron amistosamente lado a lado durante aproximadamente un siglo.
La parroquia de la catedral tiene actualmente una población católica de 14.552 fieles, que pertenecen a 2921 familias. Aparte de la Eparquialidad e instituciones afines, numerosos institutos religiosos, casas de formación, así como centros de catequesis, educativos y de servicio tomaron su origen con el benigno y generoso apoyo de la Comunidad Católica de la zona. La principal institución religiosa a ser mencionada es la Casa Provincial Udaya perteneciente a la Congregación de las Carmelitas. La parroquia de la catedral también tiene sus propios institutos y asociaciones múltiples.
El 20 de mayo de 1887, el Papa León XIII mediante la bula Quod Jampridem reorganizó a los cristianos de Santo Tomás bajo dos vicariatos de Trichur y Kottayam. En 1956, Changanacherry fue elevado al estatus de catedral Metropolitana. En el momento en que el número de eparquías había aumentado a siete.

## Véase también

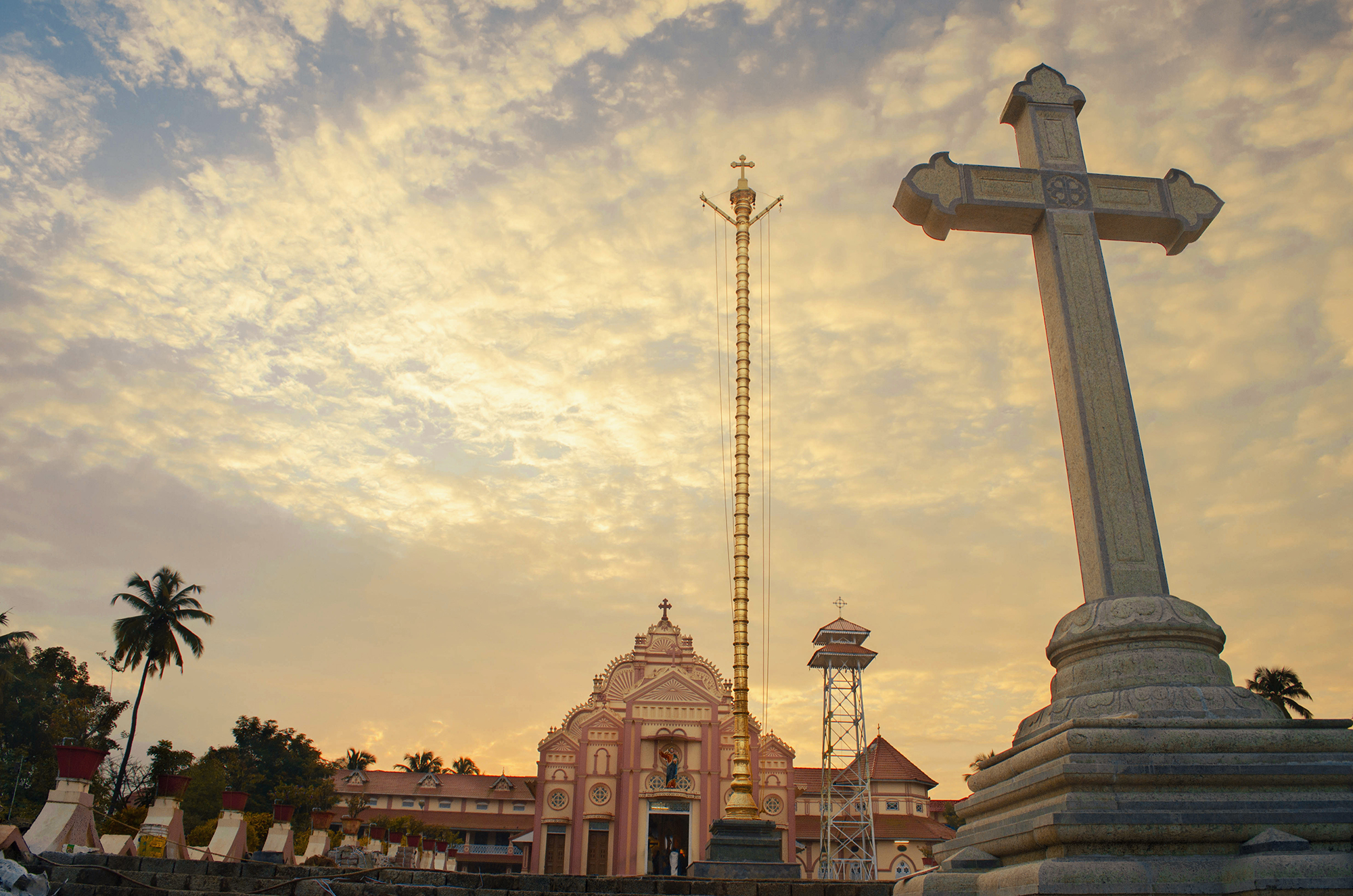
Otra vista del templo